# Zaha Hadid

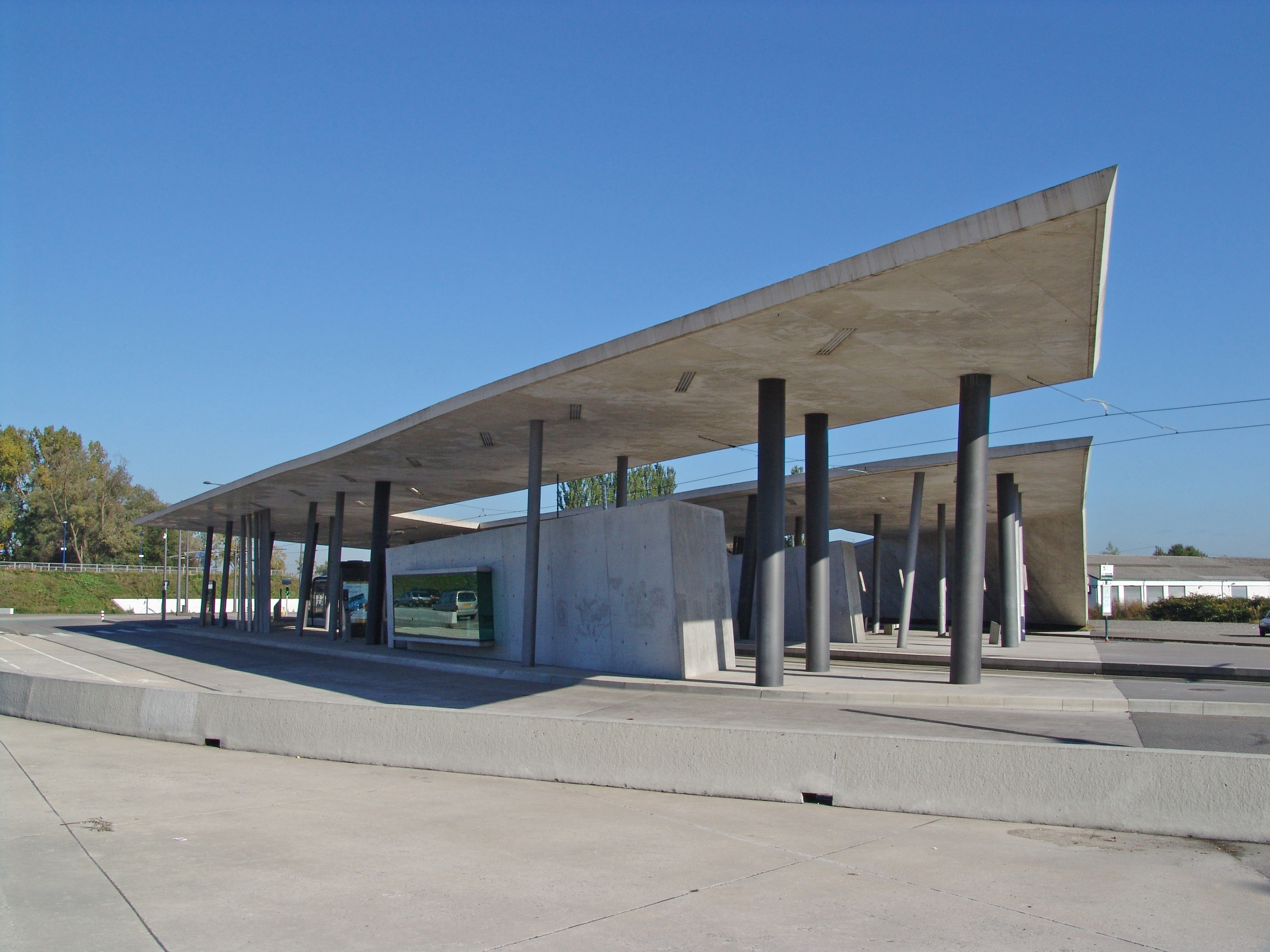
Przystanek tramwajowy w Strasburgu nagrodzony Nagrodą Miesa van der Rohe

Heydar Aliyev Cultural Centre w Baku

Zaha Mohammad Hadid (arab.: زها حديد, ur. 31 października 1950 w Bagdadzie, zm. 31 marca 2016 w Miami) – brytyjska architektka pochodząca z Iraku, przedstawicielka dekonstruktywizmu. Jako pierwsza kobieta zdobyła w 2004 Nagrodę Pritzkera, a rok wcześniej uhonorowano ją Nagrodą Miesa van der Rohego. W 2010 i 2011 zdobyła nagrodę Stirlinga.

## Życiorys

### Młodość
Zaha Hadid była córką przemysłowca i współzałożyciela irackiej Partii Demokratycznej. Podczas wizyty w Anglii, w wieku 11 lat, postanowiła zostać architektką. Studiowała na Uniwersytecie Amerykańskim w Bejrucie, na którym uzyskała licencjat z matematyki. W 1972 wyjechała do Londynu, gdzie studiowała w Architectural Association School of Architecture. Na studiach zaprzyjaźniła się z Remem Koolhaasem, pracowali razem w Office for Metropolitan Architecture. W 1979 otworzyła w Londynie własne biuro architektoniczne – Zaha Hadid Architects. Wykładała m.in. na Uniwersytecie Harvarda, Uniwersytecie Yale, Uniwersytecie Illinois i Uniwersytecie Sztuki Stosowanej w Wiedniu, oraz na macierzystej uczelni. W 1988 jej prace były prezentowane na wystawie skupionej wokół dekonstruktywizmu w nowojorskim Museum of Modern Art, wraz z pracami Franka Gehry'ego, Rema Koolhaasa czy Daniela Libeskinda. 

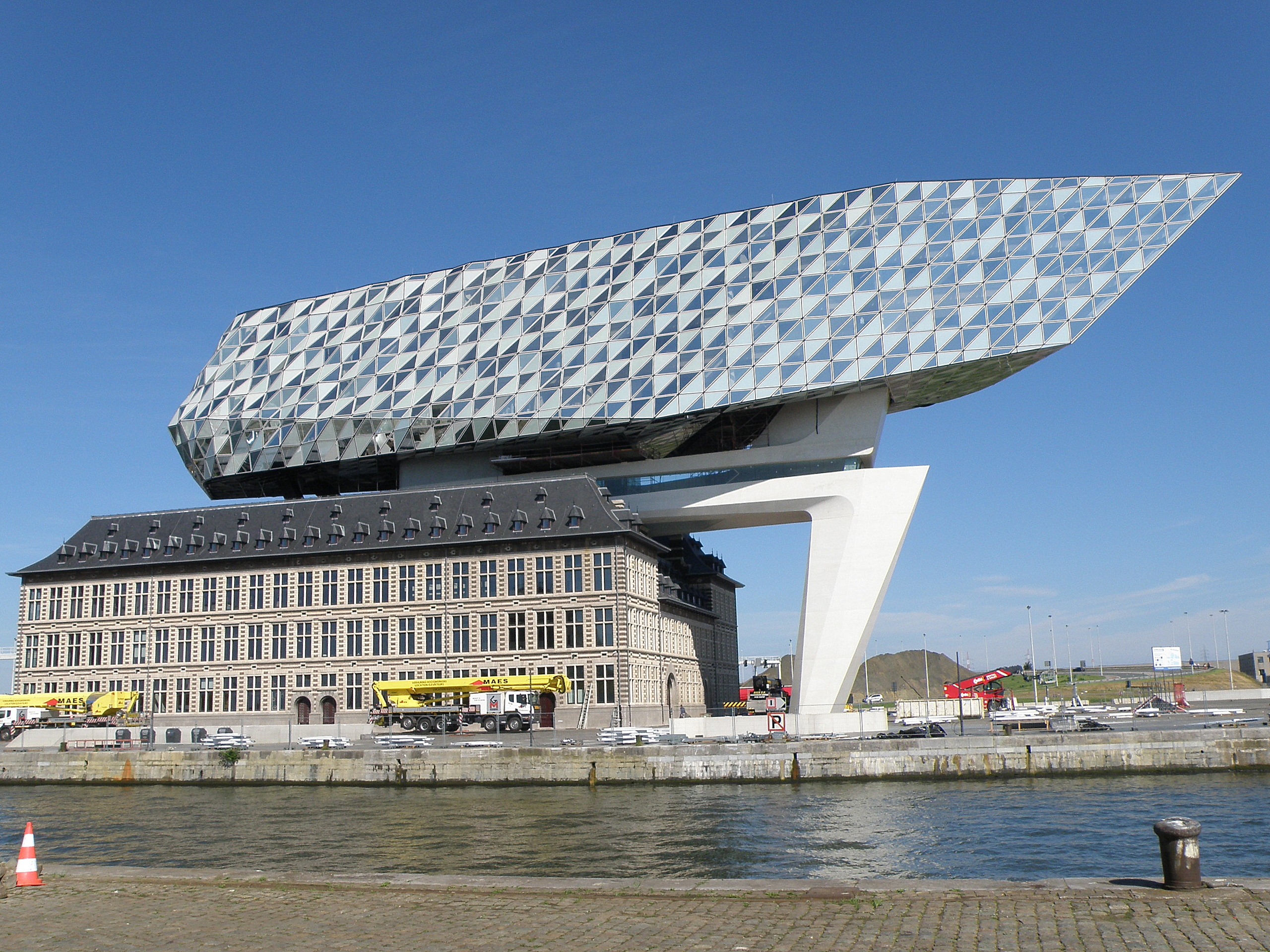
Port House w Porcie w Antwerpii

### Kariera architektoniczna
Międzynarodową sławę zdobyła niezrealizowanymi projektami konkursowymi centrum wypoczynkowo-rekreacyjne The Peak Club w Hongkongu z 1983. Inne niezrealizowane projekty z tego okresu to m.in. budynek na wąskiej działce przy Ku’dammie w Berlinie z 1986 oraz opera w Cardiff w Walii z 1994. Projekt opery w Cardiff wygrał konkurs i przyniósł jej rozpoznawalność w Wielkiej Brytanii. Projekt nie został ostatecznie zrealizowany –  po półtorarocznych sporach z wykonawcą, władze zdecydowały się ostatecznie na budowę stadionu do rugby. 

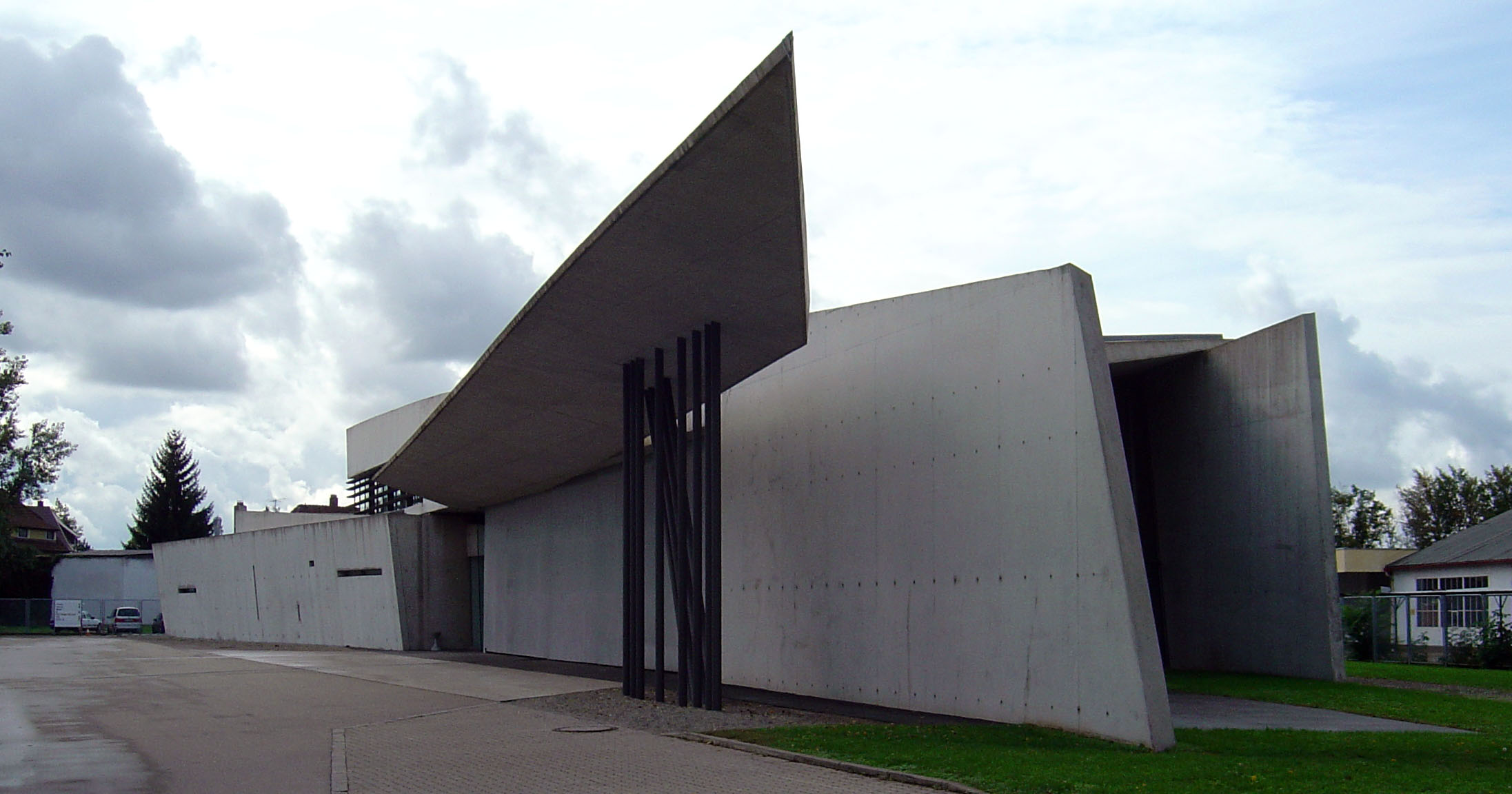
Remiza strażacka na terenie fabryki Vitra w Weil am Rhein

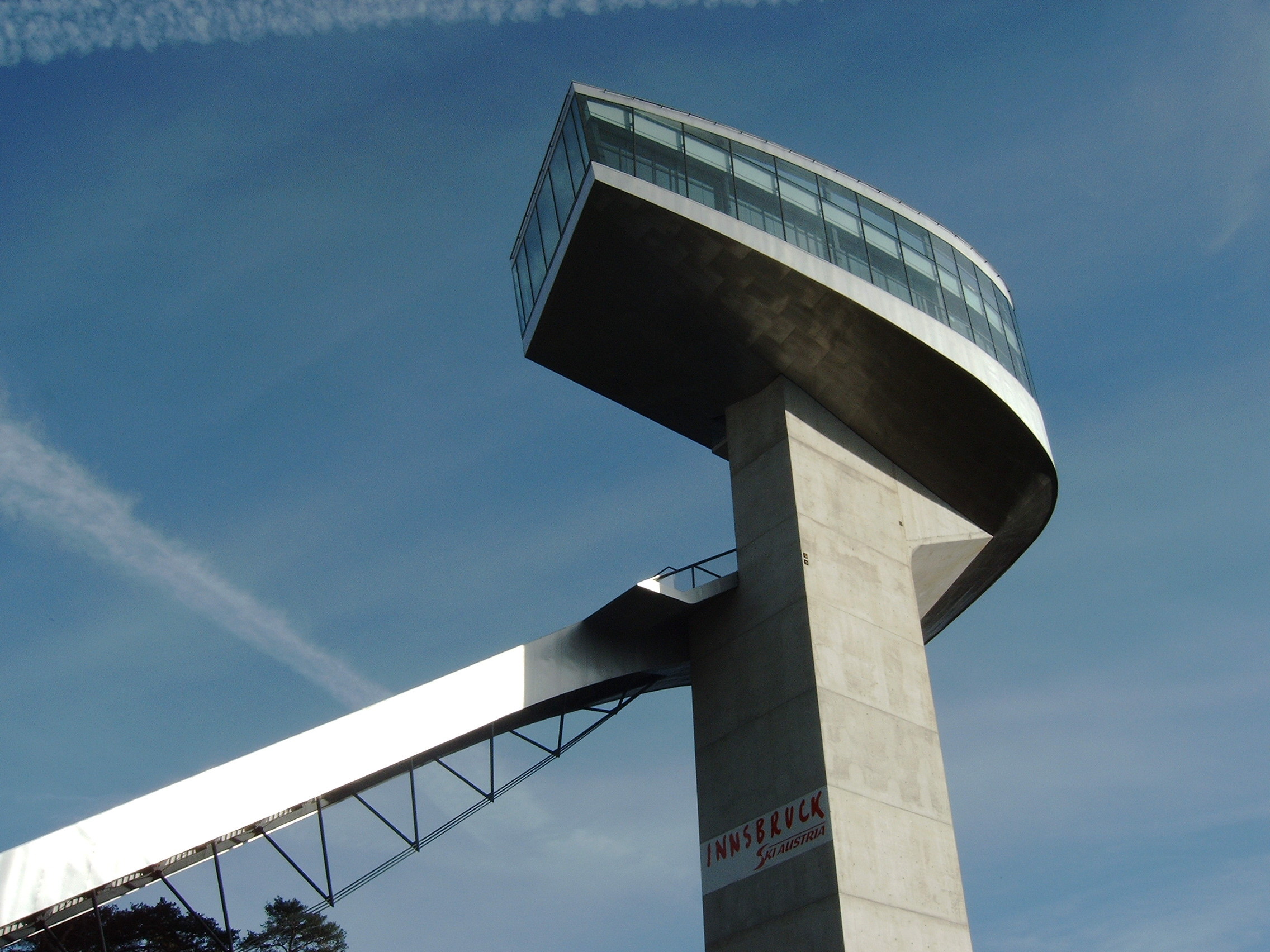
Skocznia narciarska Bergisel w Innsbrucku

Dopiero w 1993 powstał pierwszy, większy budynek Hadid: remiza straży pożarnej fabryki mebli Vitra w Weil am Rhein, obecnie używany jako pawilon wystawienniczy. Budynek wykonany jest z surowego betonu i szkła, składa się z szeregu ułożony wzdłuż linii ścian i przestrzeni pomiędzy nimi. Architektka skupiła się w projekcie na uwydatnieniu ostrych krawędzi betonu i odrzuceniu niepotrzebnych szczegółów, aby zachować abstrakcyjny charakter konstrukcji. 
W tamtym okresie zaprojektowała jeszcze m.in. budynek IBA Housing (1993) oraz przestrzenie wystawiennicze Mind Zone w Londynie (1999) i Land Formation One w Weil am Rhein. Skupiała się na prezentacji dynamicznych form architektury. 
W nowym milenium Hadid ugruntowała swoją reputację architekta. W 2000 roku rozpoczęto prace budowlane nad zaprojektowanym przez nią gmachem Contemporary Arts Center w Cincinnati w Ohio. Było to pierwsze amerykańskie muzeum zaprojektowane przez kobietę. W 2002 roku ukończono budowę skoczni narciarskiej projektu Hadid - Bergisel, w austriackim Innsbrucku. Projekt wywoływał u niektórych negatywne emocje z powodu kontrastu nowoczesnej konstrukcji i tradycyjnego, alpejskiego stylu miasta. Bergisel jest jedną ze skoczni, na których odbywa się Turniej Czterech Skoczni. W 2002 zaprojektowała nowy budynek administracyjny na terenie fabryki BMW w Lipsku. Projekt był prezentowany na weneckim biennale architektury. W 2005 ukończono budowę obiektu.   
W 2004 roku otrzymała prestiżową Nagrodę Pritzkera. Rok później została wyróżniona europejską nagrodą dla architektów im. Miesa van der Rohe.

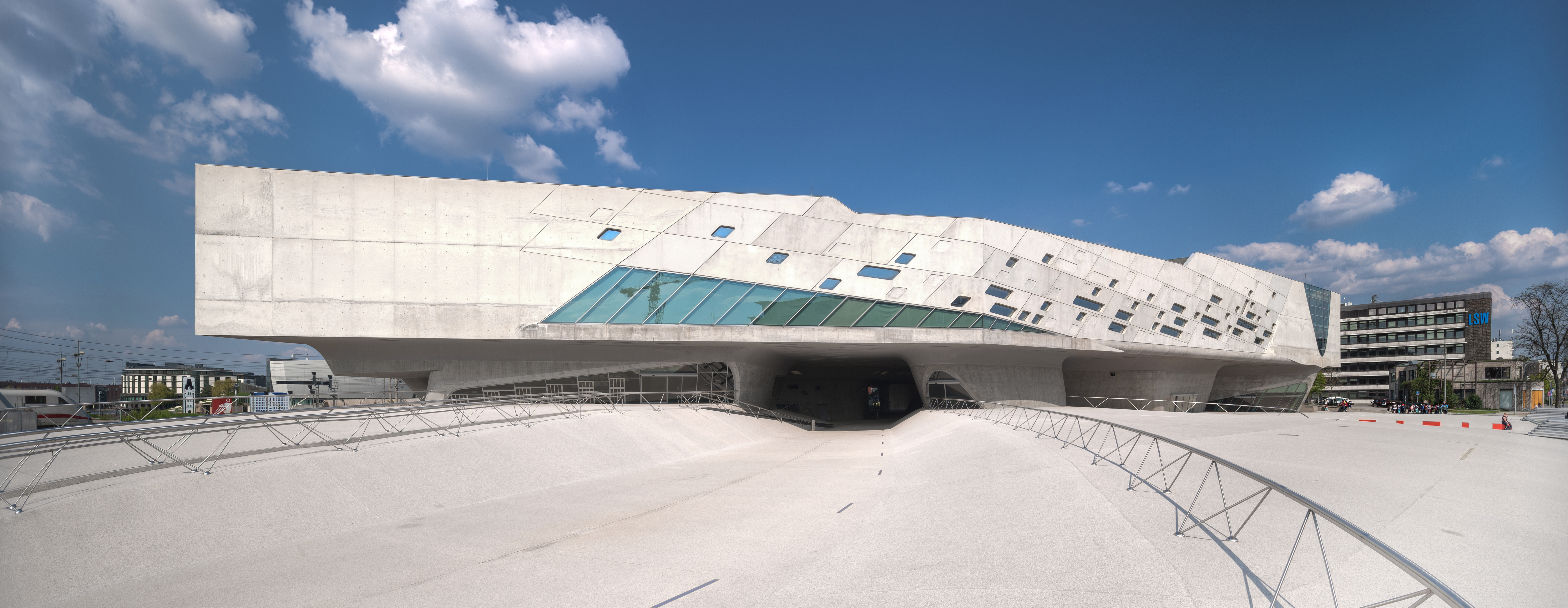
Centrum nauki phæno w Wolfsburgu

W 2010 zakończono budowę opery w chińskim Kantonie według projektu Hadid. Audytorium opery może pomieścić 1800 osób. Cały projekt czerpie inspirację z przyrody, szczególnie z dolin rzecznych i zjawiska erozji. Opera kształtem przypomina dwa kamyki na brzegu rzeki. W tym samym roku ukończono prace nad narodowym muzeum sztuki i architektury współczesnej MAXXI w Rzymie. Za ten projekt w tym samym roku Hadid otrzymała nagrodę Striling Prize przyznawaną przez Królewski Instytut Architektów Brytyjskich. Te same wyróżnienie otrzymała także rok później za projekt szkoły średniej Evelyn Grace Academy. Zaprojektowała także basen Aquatic Centre wybudowany w Londynie na letnią Olimpiadę w 2012 roku. W 2012 otwarto zaprojektowane przez architektkę Centrum Hejdara Alijewa (ang. Heydar Aliyev Center) w stolicy Azerbejdżanu, Baku. Centrum kulturalne ma powierzchnię ponad 100 tys. metrów kwadratowych. Wygląd budynku sprawia wrażenie płynności. Nowatorski projekt Hadid został wyróżniony tytułem Budynku Roku przyznawanym przez London Design Museum w konkursie Design of the Year. W 2016 ukończono zaprojektowaną nadbudowę siedziby Portu w Antwerpii wg projektu Hadid. Nad starym (ukończonym w 1922 r.), symetrycznym budynkiem wybudowano kontrastującą, wielopłaszczyznową i nieregularną część biurową. W 2019 otwarto port lotniczy Daxing w Pekinie zaprojektowany przez Hadid. 
Najnowsze dzieła są silnie plastyczne i wpisane w krajobraz. Każde dzieło Hadid i jej osiągnięcia opisywane są przez media branżowe. Łącznie wykonała ponad 900 projektów obiektów.  
31 marca 2016 r. zmarła na atak serca w szpitalu w Miami. Została pochowana na Brookwood Cemetery w hrabstwie Surrey, w Anglii.  

## Styl
We wczesnych pracach Hadid, z początku lat 80., widoczny jest wpływ twórczości malarza Kazimierza Malewicza, szczególnie w postaci surowych, regularnych kształtów i linii. Nawiązywała do jego idei suprematyzmu. Studiowanie abstrakcyjnych form Malewicza zaowocowało m.in. w projekcie remizy strażackiej Vitra.  
Przez lata wypracowała swój unikalny styl wywodzący się z futuryzmu i neofuturyzmu. Klasyfikowana jest jako reprezentantka dekonstruktywizmu. Cechami charakterystycznymi jej stylu są zakrzywione fasady, ostre kąty i surowe materiały. Z czasem jednak Hadid w swoich projektach zaczęła przechodzić od ostrych kątów na rzecz łagodniejszych ulokowanych w krzywych i falujących płaszczyznach. 

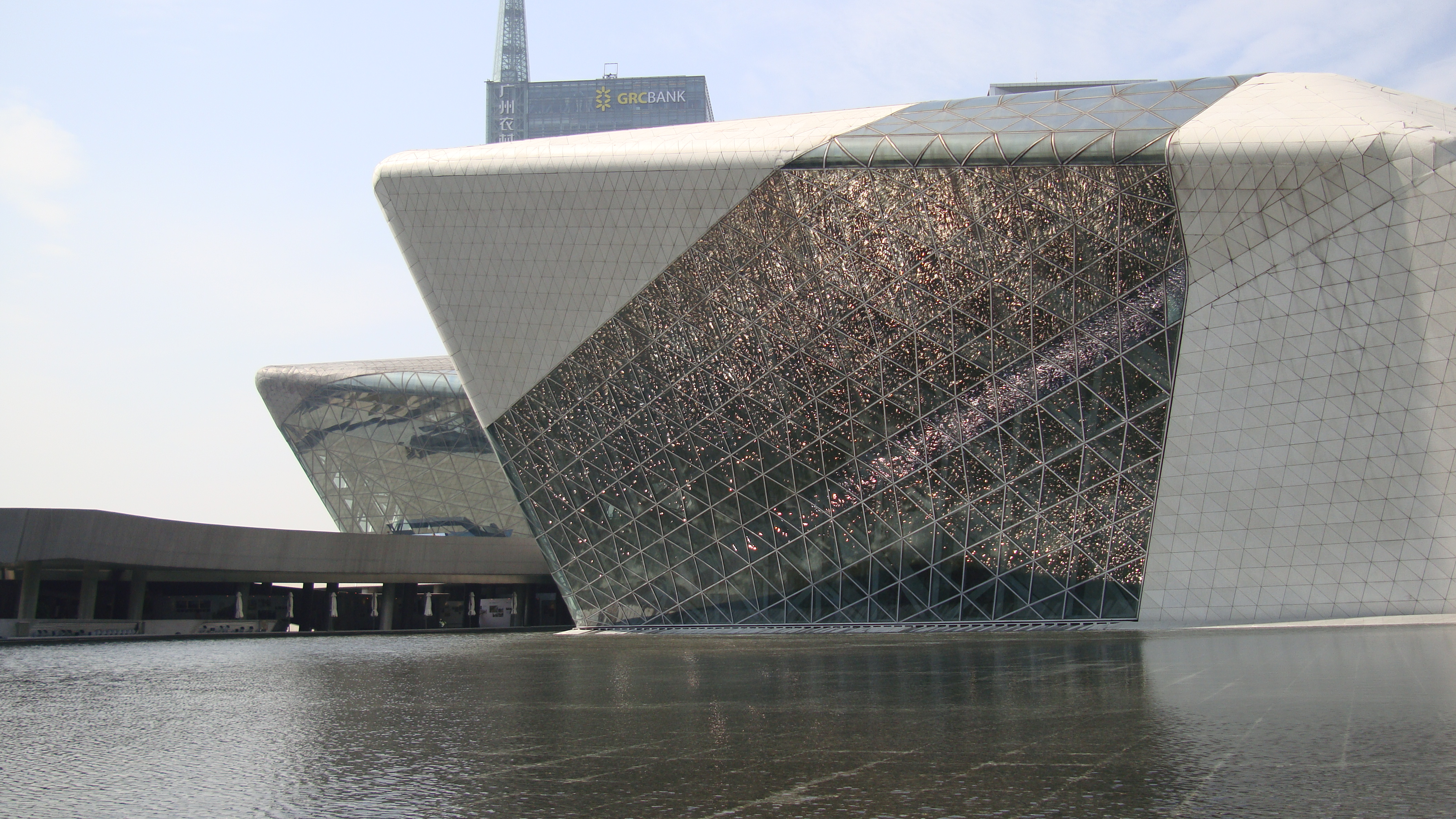
Opera w Kanton

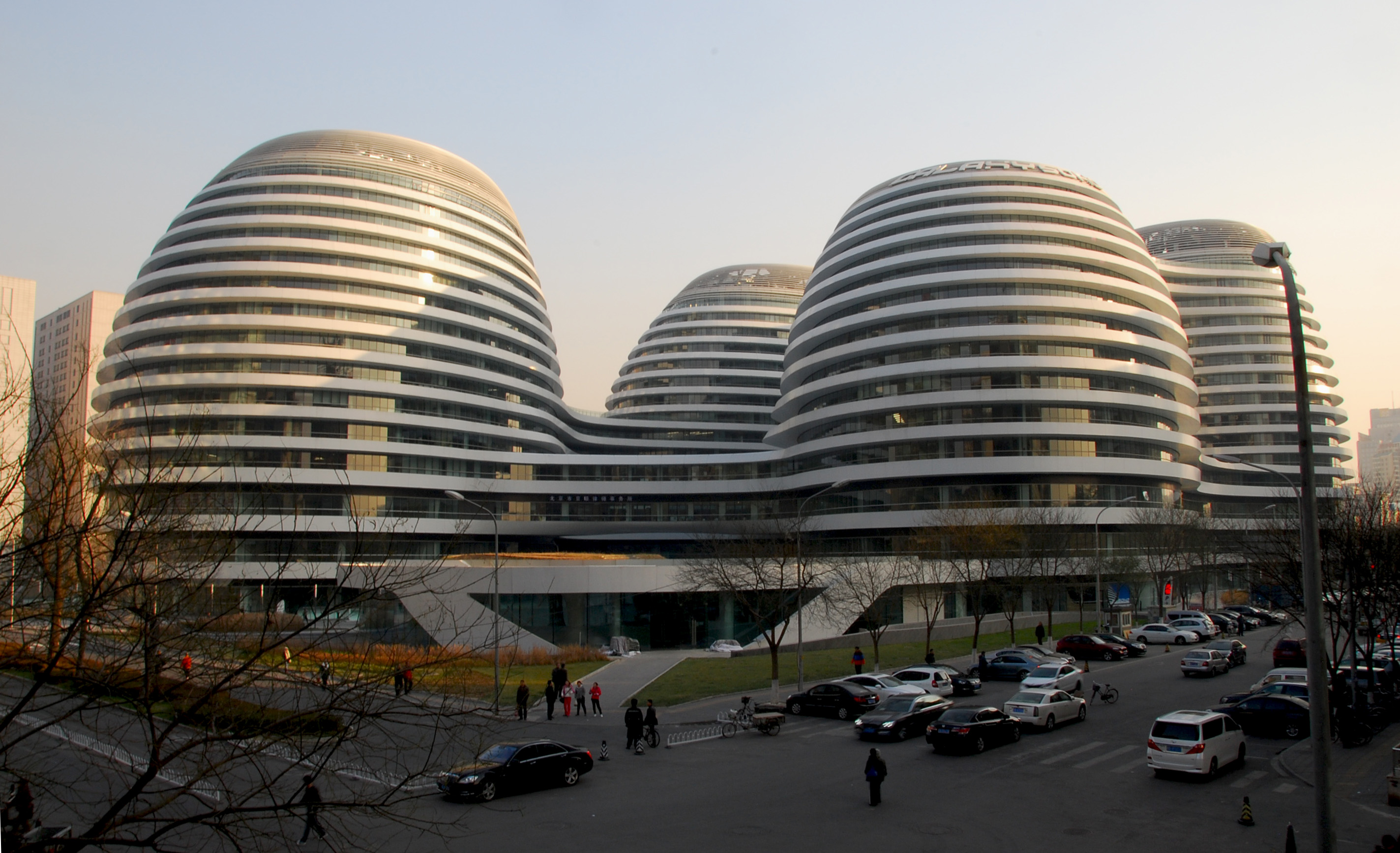
Galaxy Soho w Pekinie

## Wybrane dzieła
- Eli and Edythe Broad Art Museum, Michigan State University, Stany Zjednoczone (2008–2012)
- Scenografia na tournée zespołu Pet Shop Boys
- Wieżowiec na wystawie IBA w Berlinie, 1987–1994
- Straż pożarna fabryki Vitra w Weil am Rhein, 1993
- Skocznia narciarska Bergisel w Innsbrucku, 1999
- Muzeum Sztuki Współczesnej w Cincinnati
- Fabryka samochodów BMW koło Lipska
- Pawilon ekologii Landscape Formation One na wystawie ogrodowej w Weil am Rhein, 1997–1999
- Przystanek tramwajowy w Strasburgu, 2001
- Dworzec pociągów ekspresowych Neapol-Afragola (1. nagroda w konkursie 2003)
- Wieżowiec na starych terenach targowych w Mediolanie (zabudowa dzielnicy wspólnie z Danielem Libeskindem, Aratą Isozakim oraz Pierem Paolem Maggiorą – w 2004 konkurs, zakończenie realizacji planowane na 2014)
- Rozbudowa Ordrupgaard Museum w Charlottenlundzie w Danii, ukończona 2005
- Phaeno – muzeum nauki w Wolfsburgu, 2005
- Budynki mieszkaniowe przy nieużywanym wiadukcie linii tramwajowej Stadtbahnu Ottona Wagnera wzdłuż kanału Dunaju w Wiedniu (2004–2006)
- MAXXI, Narodowe Muzeum Sztuki XXI wieku w Rzymie (ukończone w 2009)
- Aquatics Centre w Londynie (2011)
- Centrum Heydəra Əliyeva w Baku, w Azerbejdżanie (2007–2012)
- Kampus uniwersytecki King Abdullah Petroleum Studies & Research Centre w Rijadzie (2017)[41]
- Wieżowiec Generali (2004-2018) i apartamentowce CityLife Milano (2004-2014)[42][43]

## Odznaczenia
- 2005 – Austriacka Odznaka Honorowa za Naukę i Sztukę[44]
- 2012 – Dama Komandor Orderu Imperium Brytyjskiego (DBE)[45]
- 2015 – Wielka Złota Odznaka Honorowa za Zasługi dla Republiki Austrii[46]
- 2016 – Royal Gold Medal[47]

## Nagrody i wyróżnienia
- Nagroda Miesa van der Rohe, 2003
- Nagroda Pritzkera, 2004
- Thomas Jefferson Medal in Architecture 2007
- Nagroda Praemium Imperiale 2009
- Nagroda Structural Steel Design 2010
- Nagroda Stirlinga 2010 i 2011
- Nagroda Jane Drew 2012
- Glamour Award fot The Architect-In-Chief 2012[48]